# James Mirrlees
James Alexander "Jim" Mirrlees, född 5 juli 1936 i Minnigaff i Kirkcudbrightshire (i nuvarande Dumfries and Galloway) i Skottland, död 29 augusti 2018 i Cambridge i England,, var en brittisk (skotsk) nationalekonom med teorier om asymmetrisk information som belönades med Sveriges Riksbanks pris i ekonomisk vetenskap till Alfred Nobels minne 1996. Han adlades vid 1997 års "Birthday Honours".

## Biografi
Mirrlees utbildades vid Douglas Ewart High School, då vid University of Edinburgh med masterexamen i matematik och naturfilosofi 1957) och Trinity College, Cambridge. Han tog sin doktorsexamen 1963 på en avhandling med titeln Optimum Planning for a Dynamic Economy, skriven under handledning av Richard Stone. Han var en mycket aktiv studentdebattör och en kollega, Quentin Skinner, har påpekat att Mirrlees var medlem i Cambridge Apostles tillsammans med nobelpristagaren Amartya Sen under perioden.

## Vetenskapligt karriär
Mellan 1968 och 1976 var Mirrlees gästprofessor vid Massachusetts Institute of Technology tre gånger. Han var också gästprofessor vid University of California, Berkeley (1986) och Yale University (1989). Han undervisade vid både Oxford University som Edgeworth Professor of Economics 1968–1995 och vid University of Cambridge 1963–1968 och 1995–2018.
Under sin tid i Oxford publicerade Mirrlees artiklar om ekonomiska modeller för vilka han så småningom skulle tilldelas sitt nobelpris. Rapporterna var inriktade på asymmetrisk information, som bestämmer i vilken utsträckning den bör påverka den optimala spartakten i en ekonomi. Bland annat visade han principerna om "moralisk fara" och "optimal inkomstbeskattning" som diskuterades i William Vickreys böcker. Metoden har sedan dess blivit standard inom området.
Mirrlees och Vickrey delade Nobels minnespris i ekonomisk vetenskap 1996 "för deras grundläggande bidrag till den ekonomiska teorin om incitament under asymmetrisk information".
Mirrlees var också medskapare, tillsammans med MIT-professor Peter A. Diamond, av Diamond-Mirrlees effektivitetssats, som utvecklades 1971.
Mirrlees var professor emeritus i politisk ekonomi vid University of Cambridge och forskardocent vid Trinity College, Cambridge. Han tillbringade flera månader om året vid University of Melbourne i Australien och han var ledande professor vid Kinas universitet i Hongkong samt University of Macau. År 2009 utsågs han till huvudman för Morningside College vid Chinese University of Hong Kong.
Mirrlees var medlem av Skottlands råd för ekonomiska rådgivare. Han ledde också Mirrlees Review, en översyn av det brittiska skattesystemet av Institute for Fiscal Studies.
Bland hans doktorander fanns framstående akademiker och beslutsfattare som professor Franklin Allen, Sir Partha Dasgupta, professor Huw Dixon, professor Hyun-Song Shin, Lord Nicholas Stern, professor Anthony Venables, Sir John Vickers och professor Zhang Weiying.